# أبيجيل سافاج
أبيجيل سافاج (بالإنجليزية: Abigail Savage)‏ هي ملحنة وممثلة أمريكية، ولدت في 26 يونيو 1984 في نيويورك في الولايات المتحدة.

## وصلات خارجية
- أبيجيل سافاج على موقع IMDb (الإنجليزية)
- أبيجيل سافاج على موقع قاعدة بيانات الفيلم (الإنجليزية)